# Hertsmere Meriden
Hertsmere Meriden är en civil parish i distriktet Hertsmere, i grevskapet Hertfordshire, i England. Civil parishen inrättades den 1 april 2023.